# Mono (llengua)
El mono (nim) és una llengua ameríndia del grup de les llengües numic de la família lingüística Uto-asteca, llengua ancestral del poble mono. El mono consisteix en dos dialects, Oriental i Occidental. El nom "Monachi" s'usa habitualment per a referir-se als mono occidentals i "paiute de la vall d'Owens" per a referir-se als mono orientals. En 1925, Alfred Kroeber estimà els parlants de mono entre 3.000 i 4.000. Actualment només uns 40 ancians parlen mono com a primera llengua. Està classificada com a llengua amenaçada al Llibre Roig de Llengües Amenaçades. Era parlada al sud de les muntanyes de Sierra Nevada, al Mono Basin, i a la vall d'Owens del centre-est de Califòrnia. El mono és el més proper al paiute del nord; ambdues són classificades dins del grup occidental de les llengües numic de la família uto-asteca.

## Mono occidental
El nombre de parlants nadius en 1994 rondava entre 37 i 41. La majoria de parlants són de la Ranxeria Northfork i Auberry. La Ranxeria Big Sandy i Dunlap (Califòrnia) tenen de 12 a 14 parlants. Els Mono de Northfork Mono estan desenvolupant un diccionari, i tant ells com els de la Ranxeria Big Sandy proporcionen classes de la llengua. Encara que no tots els parlants ho són completament fluids, uns 100 membres de Northfork tenen "algun domini de la llengua." A finals dels 1950, Lamb compilà un diccionari i una gramàtica del Mono de Northfork Mono. El Mono Occidental té un cert nombre de préstecs del castellà que daten del període de colonització espanyola de las Californias, així com préstecs del yokut i del miwok

## Paiute de la vall d'Owens
A mitjans de la dècada de 1990, s'estima que 50 persones parlaven la llengua dels paiute de la Vall d'Owens. La llengua es manté viva gràcies a classes informals de llengua i als cantants. El lingüista Sydney Lamb estudià aquesta llengua en la dècada de 1950 i hi proposà per a ella el nom paviotso, però la proposta no va ser àmpliament adoptada.

## Fonemes
A continuació es dona l'inventari de fonemes del Mono Occidental de Northfork per Lamb (1958)

### Vocals
|         | anterior | posterior no arrodonida | posterior arrodonida |
| ------- | -------- | ----------------------- | -------------------- |
| Alta    | i        | y                       | u                    |
| No alta | e        | a                       | o                    |

### Consonants
|           | Bilabial | Coronal | Palatal | Velar | Uvular | Labialitzada velar | Labialitzada uvular | Glotal |
| --------- | -------- | ------- | ------- | ----- | ------ | ------------------ | ------------------- | ------ |
| Oclusiva  | p        | t       |         | k     | q      | kʷ                 | qʷ                  | ʔ      |
| Africada  |          | ts      |         |       |        |                    |                     |        |
| Fricativa |          | s       |         | x     |        |                    |                     | h      |
| Nasal     | m        | n       |         |       |        |                    |                     |        |
| Semivocal |          |         | j       |       | w      |                    |                     |        |

### Suprasegmental
Lamb (1958) també va descriure quatre característiques suprasegmentals a les que adscriu estatut fonèmic.

## Morfologia
El mono és una llengua aglutinant en la que les paraules utilitzen sufixos complexos amb una varietat de propòsits amb diversos morfemes ajuntats.

### Revitalització lingüística
- Onishi, Norimitsu «With Casino Revenues, Tribes Push to Preserve Languages, and Cultures». The New York Times, 17-06-2012, p. 14.
- Charles McCarthy «Learning an almost lost language; The few Mono Indians remaining who speak their tongue are passing it down to children to preserve culture.». The Fresno Bee, 14-10-2007.
- James May «Defying the Silence, Part 2: A Race Against Time». Indian Country Today, 11-07-2003 [Consulta: 30 setembre 2013]. Arxivat 2013-12-20 a Wayback Machine.